# Détail
Pour les articles homonymes, voir Détail (homonymie).

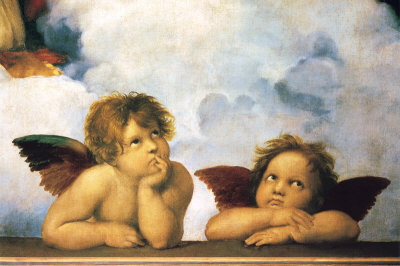
Les putti de La Madone Sixtine, détail célèbre de ce tableau de Raphaël.

Un détail est un élément isolé au sein d'une œuvre, notamment dans les arts plastiques et la littérature. Partie de la composition générale de cette œuvre, il peut, à la faveur de son développement ultérieur, de sa critique ou de son analyse, prendre une importance insoupçonnée, par exemple symbolique. Certains détails sont ainsi considérés comme particulièrement remarquables à l'aune de l'histoire culturelle, par exemple le sourire de La Joconde en peinture.